# Апаче (Кидричево)
Апаче (словен. Apače) — поселення в общині Кидричево, Подравський регіон, Словенія.